# レイラ・アリ
レイラ・アリ（Laila Ali、女性、1977年12月30日 - ）は、アメリカ合衆国の元プロボクサー。初代WBC世界女子スーパーミドル級王者。元WIBA・IWBF・IBA世界スーパーミドル級統一王者。元IWBF世界ライトヘビー級王者。元WBA・WBC世界ヘビー級統一王者モハメド・アリと3番目の妻との間に生まれ、父親に負けず劣らずのビッグマウスであった。「史上最高の女子ボクサーの1人」と称される。夫は元NFL選手のカーティス・コンウェイ。

## 来歴
若いころは両親の知名度が重荷になり荒れていた時期があり、何度か刑務所を出入りしたことを自著に記している。
ボクシングを始める前はネイリストをしていた、18歳の時にクリスティ・マーチンの試合を見てボクシングを始める。
1999年10月8日、21歳の時デビュー戦で1ラウンドKO勝ちを収めた。
2001年6月8日、ジョー・フレージャーの娘であるジャッキー・フレージャー・ライドとの一戦を行う。父親同士の遺恨も相俟って注目度も高まった。試合は2-0でアリの勝利。
2002年11月8日、ヴァレリー・マーフードが持つIWBF・WIBA・IBA女子統一世界スーパーミドル級王座に挑戦。8RTKOで退け初タイトルを獲得した。
WBCが新しい女子タイトルとして創設したスーパーミドル級の初代王者決定戦が、2005年6月11日のマイク・タイソン復帰戦で前座として行われた。WBC1位にランクされていたレイラは、同じく3位のエリン・トーヒルと戦い、トーヒルをコーナーに追い詰めて精度の高い連打を浴びせ、3ラウンド1分59秒でTKO勝ちし、初代王者となった。
2007年7月、結婚。無敗のまま引退した。
 アン・ウルフ、ヴォンダ・ウォード、ナターシャ・ラゴシーナらの同時代に活躍した強豪選手から何度もインタビューなどを通じて対戦を申し込まれていたが、アリが試合を受けなかったことで、ボクシング専門家やファンからアリはたびたび批判されていた。

## 戦績
- 24戦24勝21KO

## タイトル
- IWBF世界スーパーミドル級
- WIBA世界スーパーミドル級
- IBA女子世界スーパーミドル級
- WBC女子世界スーパーミドル級